# AQ chính truyện
AQ chính truyện (Trung văn phồn thể: 阿Q正傳; Trung văn giản thể: 阿Q正传; bính âm: Ā Kiū zhèngzhuàn) là truyện vừa duy nhất của Lỗ Tấn được đăng tải lần đầu trên "Thần báo phó san" ở Bắc Kinh trong khoảng thời gian từ 4 tháng 12 năm 1921 đến 12 tháng 2 năm 1922. Sau đó truyện được in trong tuyển tập truyện ngắn "Gào thét" (呐喊, bính âm: Nà hǎn) năm 1923 và là truyện dài nhất trong tuyển tập này. Tác phẩm này thường được coi là một kiệt tác của Văn học Trung Quốc hiện đại; nó cũng được coi là tác phẩm đầu tiên viết bằng bạch thoại văn sau phong trào Ngũ Tứ (1919) tại Trung Quốc. Theo gốc gác của nhân vật A Q được nêu trong truyện thì "Q" ở đây phải đọc là "qui/quei" nhưng trên thực tế hiện nay hầu hết người Trung Quốc đọc theo cách phát âm của chữ cái "Q" trong tiếng Anh.

## Tóm tắt
Câu chuyện kể lại cuộc phiêu lưu của A Q, một anh chàng thuộc tầng lớp bần nông ít học và không có nghề nghiệp ổn định. A Q nổi tiếng vì phương pháp thắng lợi tinh thần. Ví dụ như mỗi khi anh bị đánh thì anh lại cứ nghĩ "chúng đang đánh bố của chúng". AQ có nhiều tình huống lý luận đến "điên khùng". A Q hay bắt nạt kẻ kém may mắn hơn mình nhưng lại sợ hãi trước những kẻ hơn mình về địa vị, quyền lực hoặc sức mạnh. Anh ta tự thuyết phục bản thân rằng mình có tinh thần cao cả so với những kẻ áp bức mình ngay trong khi anh ta phải chịu đựng sự bạo ngược và áp bức của chúng. Lỗ Tấn đã cho thấy những sai lầm cực đoan của A Q, đó cũng là biểu hiện của tính cách dân tộc Trung Hoa thời bấy giờ. Kết thúc tác phẩm, hình ảnh A Q bị đưa ra pháp trường vì một tội nhỏ cũng thật là sâu sắc và châm biếm.